# Protestant Ascendancy
Protestant Ascendancy var den härskande klassen på Irland under den engelska tiden mellan 1600-talet och början av 1900-talet. De utgjordes av godsägare, politiker, byråkrater, jurister, militärer och övriga medlemmar av den härskande klassen, som under den engelska tiden främst utgjordes av angloirländare som härstammade från England eller Skottland och var protestanter.
När Englands erövring av Irland fullbordades genom Tudorerövringen av Irland och följdes av den inhemska adelns utvandring genom jarlarnas flykt 1607, utgjordes den nya härskande klassen på Irland av engelska kolonister, som tilldelades den jord som konfiskerats av den före detta inhemska adeln. Protestant Ascendancy kom att utgöra den härskande eliten på Irland under 1600- och 1700-talen, när Irland tillhörde England. England uppfattade dem som lojala i egenskap av både engelska kolonister såväl som protestanter, och de gynnades på alla sätt och fick tillgång till de yrken och befattningar som formade öns styrande elit, medan de inhemska irländarna fortsatte vara katoliker, uppfattades som opålitliga, och till större delen blev fattiga bönder under de protestantiska godsägarna. 
Protestant Ascendancys ställning började undermineras i början av 1800-talet, när katolicismen återigen blev laglig och inhemska irländska katoliker fick möjlighet att avancera på Irland. Den stora svälten 1845–1849 och den Långa depressionen på 1870-talet hade gjort att Protestant Ascendancy  förlorade sin ekonomiska makt; de hade sedan förlorat sin politiska dominans genom Representation of the People Act 1884; och genom Irish Land Commission hade den irländska bondebefolkningen 1915 slutligen också tilldelats sin egen mark av myndigheterna. Dess position förstördes slutligen genom förstörelsen av irländska herrgårdar 1919–1923. 